# Otras inquisiciones

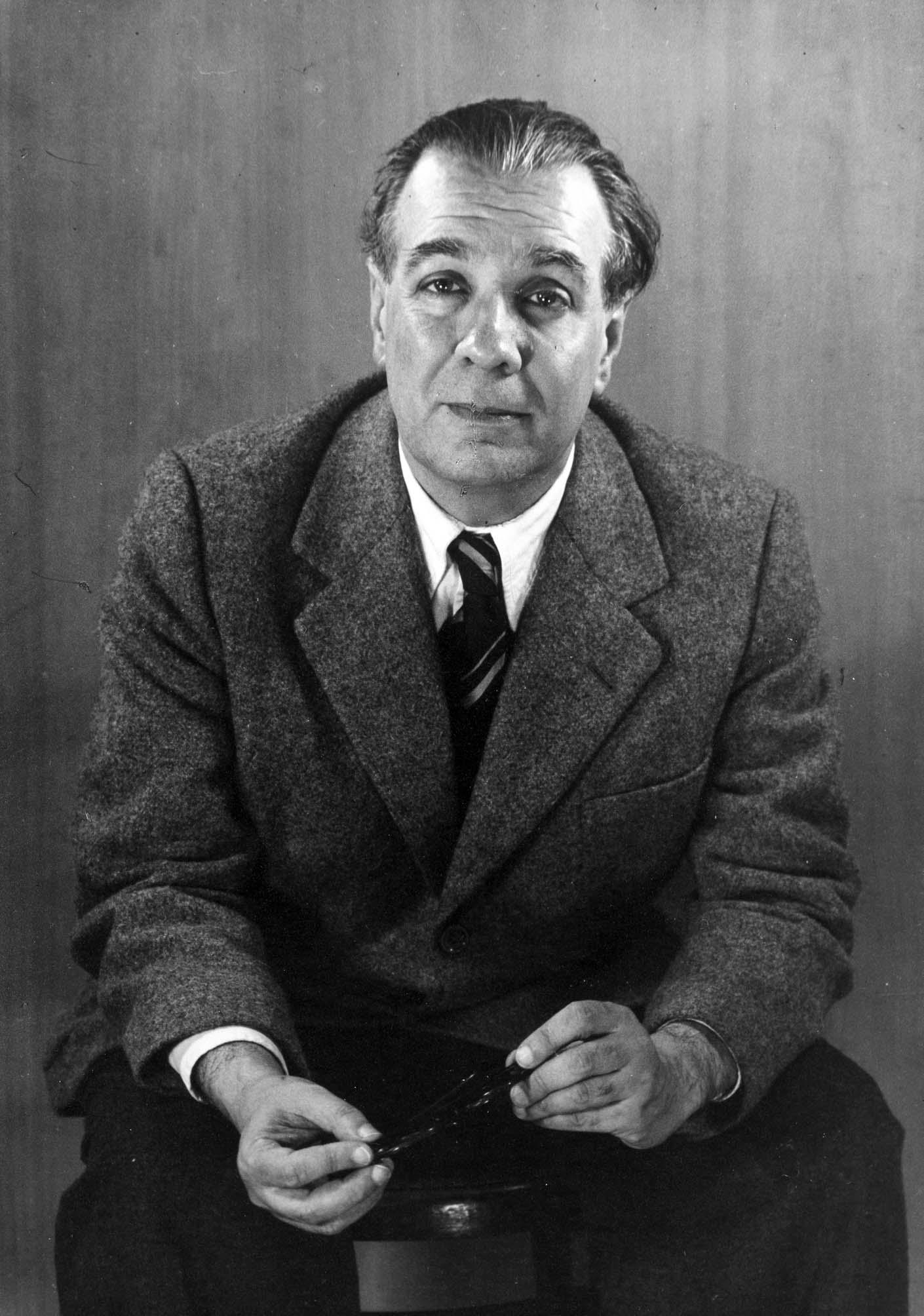
Jorge Luis Borges.

Otras inquisiciones es un libro de ensayos del escritor argentino Jorge Luis Borges. Fue publicado por primera vez en 1952. Este libro es una pequeña antología de artículos de Borges en la que se dedica a pensar y debatir, según el artículo, mayormente sobre otros autores, clásicos en su mayoría, el tiempo y algunas leyendas.
Otras inquisiciones es el libro que mejor revela las preferencias de Borges. Las relecturas de Pascal, Coleridge, Quevedo, Nathaniel Hawthorne, Wilde, Kafka, y de muchos otros escritores, manifiestan su pasión de lector y sorprenden por su original percepción de la realidad. Penetrador de laberintos, Borges incursiona en diversos episodios de la historia de la civilización, la previsión del futuro, la eternidad, el suicidio y la redención, el infinito, la lectura cabalista de las Escrituras, los nombres de Dios, el infierno, el panteísmo, la leyenda de Buda, el sabor de lo heroico, en las diversas filosofías y literaturas. Con espíritu crítico analiza las múltiples paradojas del universo, la irrealidad del yo, la inconsistencia del tiempo, la naturaleza de los sueños.

## Contenido
El contenido de la primera edición de Otras inquisiciones se lista a continuación:
- La muralla y los libros
- La esfera de Pascal
- La flor de Coleridge
- El sueño de Coleridge
- El tiempo y J. W. Dunne
- La Creación y P. H. Gosse
- Las alarmas del doctor Américo Castro
- Nuestro pobre individualismo
- Quevedo
- Magias parciales del Quijote
- Nathaniel Hawthorne
- Valéry como símbolo
- El enigma de Edward Fitzgerald
- Sobre Oscar Wilde
- Sobre Chesterton
- El primer Wells
- El "Biathanatos"
- Pascal
- El idioma analítico de John Wilkins
- Kafka y sus precursores
- Del culto de los libros
- El ruiseñor de Keats
- El espejo de los enigmas
- Dos libros
- Anotación al 23 de agosto de 1944
- Sobre el "Vathek" de William Beckford
- Sobre "The Purple Land"
- De alguien a nadie
- Formas de una leyenda
- De las alegorías a las novelas
- Nota sobre (hacia) Bernard Shaw
- Historia de los ecos de un nombre
- El pudor de la historia
- Nueva refutación del tiempo
- Sobre los clásicos
- Epílogo